# Tremere
Los Tremere son un clan ficticio de Vampiros del juego de rol "Vampiro la Mascarada".

## Los Tremere
La mayor parte de los Tremere son arrogantes, cerrados, inteligentes y organizados (tanto los individuos como el clan en general). Su disciplina Taumaturgia, la magia de la sangre, es un conocimiento que la separa en muchas ramas y rituales, lo que la hace muy variada y útil en muchas situaciones. Utilizan la sangre como alimento y como objeto de ritos.
Los Tremere poseen capillas, lugares que hacen a la vez de biblioteca, universidad y fortaleza. Se dice que en Santiago la capilla del ascenso es una de las más grandes, aunque el poder del clan está centrado en Viena. Cada Capilla está gobernada por un Regente. La organización es muy formal y estructurada. Actualmente están por todo el globo.
La mayor parte de los clanes sienten cierto desprecio hacia este clan a causa de sus comienzos. En el caso de los Tzimisce su inmenso odio suele llevar a que sus prisioneros Tremere sufran horribles torturas.

## Origen
Este clan tiene origen en la Edad Oscura. Antes de convertirse en vampiros eran una casa de la Orden de Hermes, un grupo de Mago: La Ascensión (originariamente un grupo de Ars Magica).
Cuando la magia empezó a desaparecer del mundo en la Edad Oscura, los magos se dieron cuenta de que ya no podrían conservar su posición por mucho tiempo. Debido a esto un mago llamado Tremere encargó a sus discípulos que buscaran alguna forma de seguir siendo inmortales. 
Goratrix y otros antiguos encontraron la fórmula para la inmortalidad experimentando con vampiros Tzimisce. Con esto finalmente logró conseguir la inmortalidad, pero volviéndose él y a sus compañeros en vampiros. Al ver que su magia había desaparecido como parte de la transformación, intentaron recrearla en lo que luego se volvería la Taumaturgia.
El clan Tzimisce comenzó una guerra contra los recién creados vampiros. Estos lograron defenderse mediante su Taumaturgia. 
Luego de esto Tremere comenzó a extender a los suyos y a poseer a otros vampiros para aumentar su poder. El clan Tremere fue perseguido por el resto de la La Estirpe (Vampiro: la mascarada) y Tremere (el fundador del clan) decidió que tenía que convertirse en un antediluviano para que su clan sobreviviera.
Se dedicó a buscar a un antediluviano en una frágil posición, y decidió buscar a Saulot, antediluviano del clan Salubri. Este estaba durmiendo en letargo, y Tremere aprovechó la situación para diablerizarlo, volviéndose un vástago de 3ª generación. Luego comenzó una lucha contra los Salubri, que terminó con un exterminio casi total de ese clan.
Finalmente los Tremere fueron aceptados, y acabaron ayudando a la formación de la Camarilla. También se les reconoce como gran logro el ritual que consiguieron hacer para que el clan Assamita no pudiera tomar la sangre de otros vampiros.

Cita Tremere: "Somos más que vampiros. Somos el siguiente paso de la evolución. Dirigiremos a los demás si nos permiten hacerlo, o nos quedaremos solos si es necesario. Pero sobreviviremos."

## TREMERE CODEX
Yo, [nombre], juro lealtad eterna a la Casa y Clan de Tremere y todos sus miembros. Soy su sangre y ellos la mía. Compartimos nuestro destino, objetivos y logros. Obedeceré a aquellos que la Casa juzgue oportuno nombrar como mis superiores y trataré a mis inferiores con el debido respeto.
No privaré ni intentaré privar a miembro alguno de la Casa y Clan de Tremere de su poder mágico. Hacer esto sería actuar contra la fuerza de nuestra Casa. No mataré ni intentaré matar ningún miembro de la Casa y Clan de Tremere excepto en defensa propia, o cuando éste sea declarado proscrito por un Tribunal apropiadamente constituido y no ahorraré esfuerzos para llevar tal proscrito ante la justicia.
Acataré las decisiones de los Tribunales, y honraré respetuosamente los deseos del Consejo Interior de los Siete y de mis superiores. Los Tribunales estarán sujetos al espíritu del Código de Tremere, complementados por el Código Periférico e interpretados por un organismo apropiadamente constituido. Tengo derecho de apelar una decisión a un Tribunal superior, si acceden a escuchar mi caso.
No interferiré en los asuntos mortales de ninguna manera que acarree la ruina sobre mi Casa y mi Clan. No atraeré peligro de ninguna clase sobre el clan con mis acciones, ni molestaré a criatura alguna de cualquier forma que le haga cobrarse venganza sobre la Casa y el Clan de Tremere.
No usare magia alguna para espiar a otro miembro del Clan de Tremere ni sus asuntos. Esto queda expresamente prohibido.
Solo tomaré aprendices que juren este código, y si alguno de ellos se volviera contra la Casa y el Clan de Tremere, seré el primero en llevarlo ante la justicia y darle muerte. Ningún aprendiz mío será llamado Tremere sin jurar primero cumplir este código. Trataré a mis aprendices con el respeto que se merezcan.
Concedo a mis antiguos el derecho a tomar mi aprendiz si encontraran que es valioso para sus estudios. Todos somos miembros de la Casa y Clan de Tremere  y nos debemos en primer lugar a estos preceptos. Acataré el derecho de mis superiores a tomar dichas decisiones.
Aumentaré los conocimientos de la Casa y Clan de Tremere y compartiré con sus miembros todo lo que encuentre en mi búsqueda de sabiduría y poder. No traicionaré los secretos del arte de la magia, ni mantendré en secreto actividades de otros que pudieran causar daño a la Casa y Clan de Tremere.
Si rompiera este juramento, sea expulsado de la Casa y Clan de Tremere. Si fuera expulsado, pido a mis hermanos que me encuentren y me den muerte, y que mi existencia no continúe en la degradación y la infamia.
Entiendo que los enemigos de la Casa y Clan de Tremere son mis enemigos, sus amigos mis amigos, y sus aliados mis aliados. Somos uno solo y así prosperamos.
Yo, [nombre], hago este juramento en [fecha]. ¡Ay de aquellos que traten de tentarme para que rompa este juramento, y ay de mí si sucumbo a tal tentación!

## Situación actual
En el presente el clan sigue siendo muy leal a sus antiguos.

## Enlaces
- Las Crónicas Tremere

- Datos: Q3502351